# Euopius
Euopius är ett släkte av steklar. Euopius ingår i familjen bracksteklar.

## Dottertaxa tillEuopius, i alfabetisk ordning[1]
- Euopius abnormicornis
- Euopius albipalpus
- Euopius altriceps
- Euopius analis
- Euopius aulonotoides
- Euopius bachmayeri
- Euopius basiarmatus
- Euopius bennetti
- Euopius christophori
- Euopius completus
- Euopius cubitalis
- Euopius curviscutum
- Euopius efis
- Euopius elaris
- Euopius encoensis
- Euopius foveolaris
- Euopius grenadanus
- Euopius inaequalis
- Euopius jacobsoni
- Euopius kasyi
- Euopius lagofrioensis
- Euopius lamellatus
- Euopius lombokensis
- Euopius lossis
- Euopius macrops
- Euopius maximiliani
- Euopius milvus
- Euopius nabirensis
- Euopius normalus
- Euopius otwayensis
- Euopius paganus
- Euopius pilatus
- Euopius pocalis
- Euopius pygmosoma
- Euopius quisus
- Euopius recurrentis
- Euopius rugificus
- Euopius scutellaris
- Euopius simplificatus
- Euopius tambourinicus